# Bridge Over Troubled Water (пісня)
Міст над бурхливою водою (англ. Bridge over Troubled Water) — пісня американського дуету Simon & Garfunkel, випущена 1970 року. Вийшла в однойменному альбомі, а також як сингл.
Ця пісня потрапила до списку 500 найкращих пісень усіх часів за версією журналу Rolling Stone.